# Geoffrey Hutchings
Geoffrey Hutchings (8 de junho de 1939 - 1 de julho de 2010) foi um ator de palco, cinema e televisão inglês.